# Egon Martyrer
Egon Martyrer (ur. 25 lutego 1906 w Seehausen, zm. 15 listopada 1975 w Hanowerze) – profesor zwyczajny budowy maszyn i hydraulicznych maszyn przepływowych.

## Życiorys
Absolwent wydziału budowy maszyn na TH Hannover, później pracował jako asystent na RWTH Aachen, gdzie w 1932 r. uzyskał tytuł doktora inżyniera.
W latach 1932–1938 pracował w przemyśle, a od 1938 do 1945 pracował jako profesor zwyczajny budowy maszyn i maszyn przepływowych Wyższej Szkoły Rzeszy w Gdańsku (Reichshochschule Danzig). W latach 1941–1945 był ostatnim rektorem tej uczelni przed jej przekształceniem w dzisiejszą Politechnikę Gdańską.
W latach 1945–1949 ponownie pracował w przemyśle, a od 1949 został profesorem zwyczajnym budowy maszyn i hydraulicznych maszyn przepływowych na Politechnice Hanowerskiej. W latach 1959–1960 był tam rektorem.
W 1971 roku został wyróżniony Medalem Karmarscha przyznawanym przez hanowerskie gremium akademickie.